# Мануйлово (Новосибирская область)
Мануйлово — деревня в Болотнинском районе Новосибирской области России. Входит в состав Баратаевского сельсовета.

## География
Площадь деревни — 61 гектар

## История
Основана в 1625 г. В 1926 году деревня Мануйлова состояла из 169 хозяйств, основное население — русские. В административном отношении являлась центром Мануйловского сельсовета Болотнинского района Томского округа Сибирского края.

## Население
| 2002 | 2007 | 2010 |
| ---- | ---- | ---- |
| 162  | ↘150 | ↘111 |

## Инфраструктура
В деревне по данным на 2007 год функционируют 1 учреждение здравоохранения, 1 образовательное учреждение.

## Достопримечательности
Жилой дом Мануйлова — деревянное одноэтажное здание, построенное в конце 19 века. Памятник архитектуры регионального значения.